# MOB ABDe 8/8 4001–4004
Die Doppeltriebwagen ABDe 8/8 4001–4004 der Montreux-Berner Oberland-Bahn (MOB), französisch Chemin de fer Montreux-Oberland bernois, bildeten ab dem Jahre 1968 lange Zeit das Rückgrat der Zugförderung auf der Strecke Montreux–Zweisimmen. Sie traten an die Stelle der Triebwagen der 3000er-Serie, den BDe 4/4 3001–3006, die in zwei kleinen Serien ab dem Jahre 1944 beschafft wurden.
Auf den steilsten Streckenabschnitten waren die Doppeltriebwagen, die am jeweiligen Ende über einen Führerstand mit Übergangseinrichtung zu den angehängten Wagen verfügten, in der Lage bis zu fünf Personenwagen mit einem Maximalgewicht von 80 t auf der Maximalsteigung von 73 ‰ zu befördern.
Die beiden Wagenkästen in leichter Stahlbauweise, stützt sich auf jeweils zwei Drehgestelle ab und sind untereinander kurzgekuppelt. Sie können nicht alleine verkehren. Der Antrieb jeder Achse erfolgt über jeweils ein im Drehgestell, in der Längsrichtung angeordneter Motor, über ein Schneckengetriebe. Eine halbautomatische Steuerung ermöglicht eine selbständige Regulierung der vorgewählten Geschwindigkeit. Eine Widerstandsbremse ermöglicht das verschleissfreie Beharren des Zuges in den Steilstrecken sowie dessen Abbremsen. Ist das Stromnetz für eine Einspeisung von Strom aufnahmefähig, wird der Strom, statt in den Bremswiderständen vernichtet zu werden, über die Rekuperationsbremse soweit möglich ins Netz eingespeist.
Der Triebwagen verfügt über eine Druckluftbremse sowie ein Vakuumbremse für die angehängten Wagen, die nicht über eine Druckluftbremse verfügen.

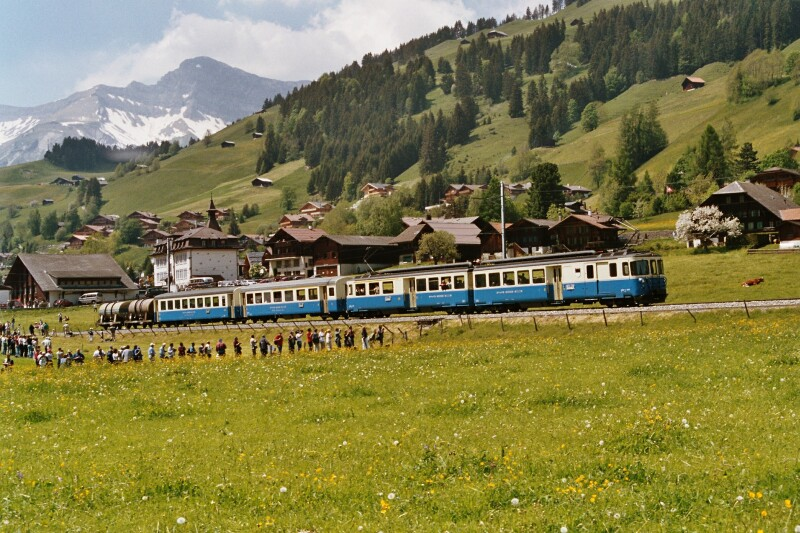
ABDe 8/8 vor einem Regionalzug in Rougemont

Mit der Beschaffung der Lokomotiven mit Gepäckabteil GDe 4/4 6001–6004 der Serie 4000, die ab dem Jahre 1983 in Betrieb gesetzt wurden und in der Lage waren, 110 t auf der Maximalsteigung zu führen, sowie dem Aufkommen des Panoramic Expresses zwischen Montreux und der Lenk wurden diese Doppeltriebwagen in untergeordnete Dienste versetzt.
Auf der Grundlage des mechanischen wie auch der elektrischen Konstruktion entstanden in der Folge ab dem Jahre 1976 die Pendelzüge der Serie 5000, den Be 4/4 5001 bis 5004 und den dazugehörenden Steuerwagen ABt 5301 bis 5304. Praktisch baugleiche Züge beschafften auch die damalige Chemins de fer fribourgeois Gruyère–Fribourg–Morat (GFM), heute Freiburgische Verkehrsbetriebe (TPF).
Weniger direkt sichtbar ist die Verwandtschaft der damals ab dem Jahre 1974 von der damaligen Solothurn-Zollikofen-Bern-Bahn (SZB) und der Vereinigten Bern-Worb-Bahnen (VBW), dem heutigen Regionalverkehr Bern–Solothurn (RBS); der Lugano-Ponte-Tresa-Bahn (FLP) und Ferrovie autolinee regionali ticinesi (FART), auch als Centovallibahn bezeichnet, beschafften Nahverkehrszüge. Dies da der Wagenkasten im Besonderen bezüglich der Türanordnung und Inneneinrichtung für den Nahverkehr ausgelegt wurde. Viele Bauteile, so unter anderem die Motordrehgestelle und die elektrische Ausrüstung sind aber weitgehend gleich.
Am 2./3. September 2017 wurden die Triebwagen offiziell ausser Dienst gestellt, als Reserve wurden sie aber noch eine Weile vorgehalten. Der Triebwagen 4003 wurde 2018 abgebrochen, der Triebwagen 4002 folgte 2021. Die beiden verbliebenen Triebwagen 4001 und 4004 sind seit 2020 im Bahnhof Lenk abgestellt.

## Wappen
Die Doppeltriebwagen tragen seit der Ablieferung die Kantonswappen der durchfahrenen Bahnstrecken sowie das Wappen der Schweiz:
- 4001: Suisse, deutsch Schweiz
- 4002: Vaud, deutsch Waadtland (Kantonswappen)
- 4003: Bern (Kantonswappen)
- 4004: Fribourg, deutsch Freiburg (Kantonswappen)